# Kitcar (auto)

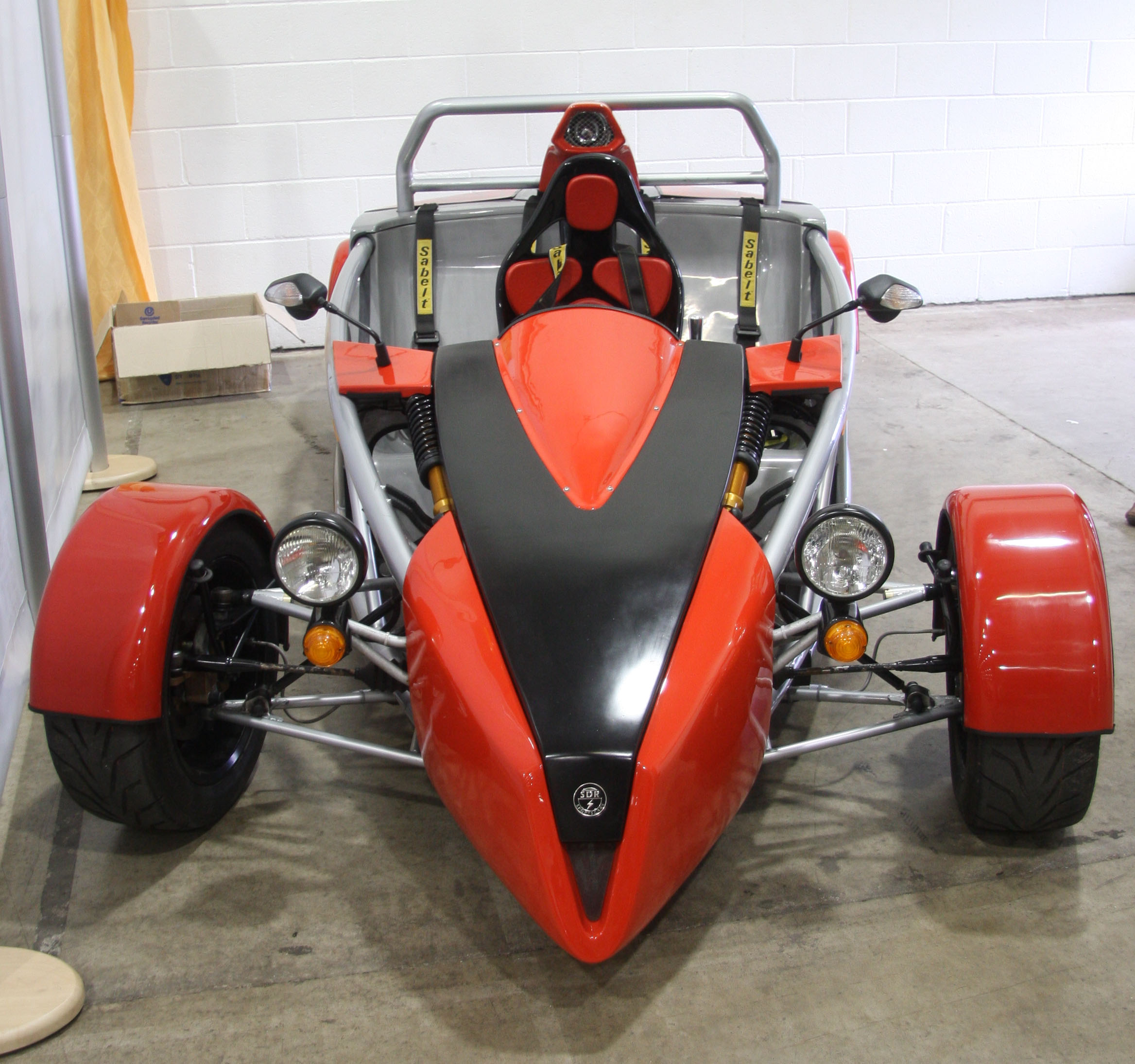
Kitcar SDR V-Storm

Kitcars zijn auto's die naast kant-en-klaar ook als bouwpakket verkocht worden en door de koper kunnen worden samengebouwd naar eigen smaak en inzicht.

## Ontwikkeling
Kitcars vinden hun oorsprong in Groot-Brittannië. De legende gaat dat Lotusoprichter Colin Chapman ontdekte dat er aanzienlijk minder btw hoefde te worden betaald als hij de wagen onafgebouwd afleverde. Door simpelweg het stuur er los bij te leveren en door de klant zelf te laten monteren, hoefde er veel minder belasting betaald te worden.
De gevolgen van dit gat in de Britse wetgeving was dat er legio kitcarmerken ontstonden. Er was veel kaf onder het koren, maar door verdere aangescherpte eisen waaraan auto's moeten voldoen heeft de kitcarmarkt zich vergaand geprofessionaliseerd.
Begin jaren negentig hebben een groot aantal fabrikanten in Groot-Brittannië zich verenigd in een vakvereniging, deels om het negatieve imago van de kitcar op te poetsen, deels om te voorkomen dat de alsmaar strengere wetgeving het onmogelijk zou maken om nog wagens op die manier te bouwen en ermee op de openbare weg te mogen rijden, deels om het kaf van het koren te scheiden. De kwaliteit van de gebouwde kitcars is met name de laatste 10 jaar enorm verbeterd en nieuwere officieel toegelaten kitcars zijn over het algemeen veilig en goed geconstrueerd door de strenge Engelse toelatingseisen.
Kitcarfabrikanten bieden hun kitcars veelal in diverse stadia van afbouw aan of geheel turn-key (kant-en-klaar). De klant kiest welke bouwpakketten en opties hij van de kitcarfabrikant afneemt. Veel kitcars maken gebruik van onderdelen van een bepaalde auto (bijvoorbeeld Ford), De klant kan dan kiezen om een donorauto aan te schaffen of nieuwe onderdelen van deze auto aan te schaffen.
De klant kan de kitcar verder naar eigen smaak en inzicht opbouwen.
In Groot-Brittannië kunnen zelfgebouwde auto's in het verkeer gebracht worden na een speciale keuring, SVA, later IVA (Individual Vehicle Approval) genoemd. In andere landen van Europa is dit veel moeilijker of zelfs onmogelijk. Dit heeft geleid tot een nieuwe "industrie" van import/export. Een wagen die in Groot-Brittannië met geldige papieren tot het verkeer toegelaten is, kan vaak geëxporteerd worden naar een ander Europees land en daar dan op een administratieve manier in het verkeer gebracht worden in plaats van via een technische keuring. Deze procedure is echter geen sinecure, het valt aan te raden vooraf zich goed te beraden op zulke plannen. Er zijn in Nederland enige bedrijven gespecialiseerd op dit gebied.
Sinds mei 2009 is het ook mogelijk om nieuw gebouwde kitcars te registreren in Nederland via de RDW.
Ook zijn er in Nederland door de groeiende populariteit enige kitcarclubs ontstaan, een algemene kitcarclub en zelfs enkele clubs die toegespitst zijn op bepaalde merken/types kitcars.
In Nederland bevindt zich de grootste eenmanskitcarverzameling ter wereld, Kitcarcollection, met meer dan 40 kitcars, die ook te koop zijn.

## Model
De meeste kitcars hebben een eigen uit gelaste buis gevormd chassis of monocoque. Motorisch leunen ze bijna altijd op andere fabrikanten. Zo worden vaak Fordkrachtbronnen gebruikt maar ook motorfietsmotoren zijn populair.
Kitcars worden ook wel gebouwd op een bestaand chassis, zoals de Citroën 2CV, Land Rover en Volkswagen Kever. Een dergelijke wagen werd wel buggy genoemd. Dit type kitcar is in Nederland zeer populair vanwege het gemak waarmee men deze eigenbouw wagens via de RDW van geldige kentekenpapieren kan laten voorzien. Kitcars met de Citroën 2CV als basis worden onder zes merknamen en in meerdere uitvoeringen geleverd in talloze variaties waaronder ook driewielige modellen. Ze zijn vanwege hun bouwgemak en beschikbaarheid van donoronderdelen buitengewoon populair.
Kitcars kan men ruwweg indelen in een viertal categorieën:

### Replica's van vroegere auto's
Voorbeelden hiervan zijn een dozijn kopieën van de AC Cobra, Porsche 356 Speedster en de Lotus Seven, maar ook van raceauto's, zoals Jaguars en Austin-Healeys uit de jaren vijftig, de Ford GT40, Ferrari 330P4, Porsche 910, Lancia Stratos en dergelijke wagens zijn er kopieën te vinden.

### Trackdayracewagens
In Groot-Brittannië en in mindere mate in andere landen zijn zogenoemde trackdays populair: Het circuit wordt voor een dag afgehuurd en amateurracers maken dan een aantal ronden met eigen auto's. Voor dit doel worden ook kitcars gemaakt, die daardoor meestal minder geschikt zijn voor dagelijks gebruik. Vooral de afgeleiden van Lotus Seven zijn erg populair op het circuit.

### Retrostijl
Een aantal fabrikanten heeft zich gericht op meer "klassieke" stijl van wagens. Meestal zijn dit auto's die qua styling gebaseerd zijn op de jaren dertig, veelal sportwagens, hoewel het sportieve aspect hier van minder belang is.
Andere aanbieders in dit segment maken wagens die eerder bedoeld zijn als ceremoniewagens of voor promotionele doeleinden zoals bestelwagens uit de jaren twintig.

### Originele ontwerpen
Hoewel deze vorm van kitcars minder voorkomt, omdat het ontwikkelen van een nieuw model duur is, kan men in de kitcarindustrie ook originele ontwerpen aantreffen. Merken als Ultima, Dakar en GTM zijn hier voorbeelden van.
Er zijn ook kitcarmodellen die twee of meer van deze categorieën overlappen.